# Мойсей Угрин

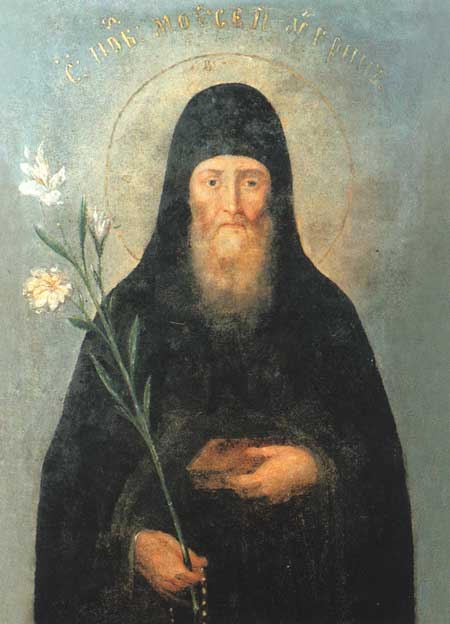
Преподобний Мойсей Угрин, пророкував скору смерть польського короля Болеслава Хороброго, що і сталося у 1025

Святий Мойсей Угрин, Печерський (? — бл. 1043, Київ) — святий і преподобний Церкви Христової з теренів старої Русі (України), угрин (угорець) за походженням, який підвизався на теренах Київського Печерного монастиря, Святих Печер в Києві. Преподобний. Пам'ять 11 жовтня і 8 серпня.
За походженням угорець. В юності був дружинником князя Бориса, сина князя Володимира. Після загибелі Бориса (24 липня 1015) служив його сестрі — князівні Предславі. Після захоплення Києва 1019 року польським королем Болеславом Хоробрим Мойсей потрапляє в полон. В оковах він був приведений до Польщі, де став бранцем однієї багатої і хтивої вдови, яка, закохавшись, хотіла одружити його з собою. Відринувши її залицяння, Мойсей таємно приймає чернечий постриг, за що його було катовано і оскоплено. Перед тим Мойсей напророкував цій жінці і Болеславу, який втрутився в цю справу, скору смерть. Король Болеслав 1025 року раптово помер, в країні спалахнуло народне повстання. Угрин вивільнився з неволі і повернувся на Русь.
За Касіянівською редакцією «Патерика Печерського» 1462 року, він прийшов до преподобного Антонія Печерського 1031 року і жив у печерній обителі ще близько 10 років.
Згідно студій антропологів, прп. Мойсей Угрин помер у віці 35-40 років.
Його мощі спочивають у Ближніх печерах, навпроти мощей святого Йоана Багатостраждального.

### Життя Преподобного Моісея Угріна
Найбільш за все звик диявол боротися з людьми нечистою блудною пристрастю, тому що людина, затьмарена цією страшною скверною, перестає у всіх своїх справах дивитися на Бога, оскільки тільки «чисті серцем Бога побачать» (Мф.5: 8). Блаженний отець наш Мойсей, здійснюючи подвиги в цій битві більше інших, злопостраждав, як справжній воїн Христовий, поки до кінця не переміг силу нечистого ворога і не залишив нам приклад для наслідування. Про нього повідомляється наступне.
Відомо про блаженного Мойсея, що він був родом Угрин, улюбленець благовірного, святого князя і руського страстотерпця Бориса. Він служив князю разом з братом своїм Георгієм, якого, коли він захищаючи своїм тілом свого пана, впав на нього, вбили біля річки Альта разом з святим Борисом, воїни безбожного Святополка; вони відрізали йому і голову через золоту гривню, яку поклав на нього святий Борис. Блаженний Мойсей один позбувся смерті і прийшов до Предіслави, сестри Ярослава, до Києва і перебував там, ховався від Святополка, і щиро молився Богу, поки не прибув благочестивий князь Ярослав, спонукуваний жалістю до убієнним братів, і переміг безбожного Святополка. Коли ж Святополк, втікши до ляхів, повернувся з Болеславом і вигнав Ярослава, а сам став княжити в Києві, тоді Болеслав, повертаючись в своє князівство, взяв з собою в полон двох сестер Ярослава і багатьох його бояр, а в числі останніх і блаженного Мойсея, якого закували по руках і по ногах у важкі залізні кайдани і міцно стерегли, бо він виділявся сильною статурою і красивим обличчям. У польській землі побачила його одна жінка, благородна, красива і молода, мала велике багатство і владу велику; чоловік її, що пішов з Болеславом, не повернувся, тому що був убитий в битві. Ця жінка, помітивши красу преподобного, розпалилася до нього плотською хіттю і почала зваблювати його, переконуючи такими словами: — О, людино! навіщо ти переносиш такі муки, маючи вихід, завдяки якому міг би ти позбутися кайданів і страждання?! — Богу так завгодно, — відповів їй Мойсей. — Якщо ти мені скоришся, — продовжувала жінка, — я врятую тебе і зроблю відомим у всій землі ляхів і будеш володіти мною і всіма моїми володіннями. Блаженний же, розуміючи її нечисте бажання, заперечив їй: — Хто з чоловіків, послухавшись дружину, поліпшив коли-небудь своє становище? Первозданний Адам, послухавшись дружини, був вигнаний з раю. Самсон, що перевершував всіх силою і переміг ціле військо, був зраджений жінкою чужинцям. Соломон, який зрозуміла глибину премудрості, підкоряючись жінці, вклонився ідолам. Ірод, який отримав багато перемог, догоджаючи дружині, відсік голову Іоанна Предтечі. І так, яким чином я стану вільним, зробившись рабом жінки, яку я не пізнав з дня народження? — Я тебе викуплю, — говорила вона, — зроблю знаменитим, поставлю паном над усім моїм будинками і бажаю мати тебе своїм чоловіком, тільки ти виконаєш мою волю; бо немає сил бачити твою красу, яка безглуздо гине. — Будь впевнена, — звернувся до неї блаженний Мойсей, — що я не виконаю твоєї волі і не бажаю ні панування над тобою, ні багатства; вище за все це для мене душевна і тілесна чистота. Та не погублю п'ятирічного подвигу, тобто болісних уз, які Господь визначив мені незаслужено терпіти, за що сподіваюся позбутися мук вічних. Тоді жінка та, бачачи, що може позбутися такої краси, перейшла до іншого диявольським рішенням, подумавши, що, якщо викупити його, то він все-таки, хоча б і насильно, підкориться їй. Отже вона послала до того власника, у якого святий був у полоні, щоб він взяв з неї, скільки хоче, тільки хай продасть їй Мойсея. А той, бачачи добру нагоду отримати багатство, взяв з неї майже 1000 золотих, а Мойсея передав їй. Жінка та, отримавши владу над ним, без будь-якого сорому вабила його на неподобну справу. Звільнивши від кайданів, вона одягла його в дорогу сукню, годувала вишуканими стравами, і, хтиво обіймаючи його, примушувала до злягання. Блаженний же Мойсей, бачачи шаленство жінки, ще більш віддавався молитві і посту, вважаючи за краще, воліючи вгодити Богу споживав сухий хліб і воду. І негайно, знявши з себе гарний одяг, він подібно Йосипу, уникнув гріха (Бут., Гл. 39), ні в що поставивши задоволення світу цього. Осоромлена жінка прийшла в таку лють, що замислила заморити блаженного голодом, кинувши його в темницю. Бог же, що дає їжу всякому створенню, Який колись живив Іллю в пустелі (2Цар., Гл. 17), також Павла Фівейського і багатьох інших рабів Своїх, хто вдається до Нього, не залишив і цього блаженного: насправді, один з рабів тієї ж жінки, схилений Богом до милості, таємно приносив Мойсеєві їжу.
А інші вмовляли його: — Брат Мойсей, що заважає тобі одружуватися? Ти ще молодий, а ця вдова жила з чоловіком всього один рік і красивіше інших жінок; багатства її немає числа. Значення її в цій землі ляхів дуже велике, так що якби вона захотіла, то і князь би не погребував нею, а ти, бранець і раб, не хочеш стати її паном?! Якщо ти скажеш, що не хочеш порушувати заповіді Христової, то чи не говорить Христос в Євангелії: «Тому покине чоловік батька й матір, і пристане до дружини своєї, і будуть обоє вони одним тілом» (Мф.19: 5). Також і апостол: «Краще вступити в шлюб, ніж розпалюватися» (1Кор.7: 9). Він же говорить і про вдів: «Бажаю, щоб молоді вдови вступали в шлюб» (1Тим.5: 14). Ти ж не давав чернечої обітниці, та вільний від неї. Навіщо ж віддаєшся мукам злим і важким і так страждаєш? Якщо тобі трапиться і смерть в такому тяжкому стані, яку матимеш похвалу? Справді, хто з перших праведників, як Авраам, Ісаак, Яків, гребував дружин? Ніхто, крім теперішніх чорноризців. Йосип раб втік від дружини, але після і він взяв собі дружину (Бут.41: 45). Та й ти, якщо живий підеш від цієї жінки, після (вважаємо) також сам собі знайдеш дружину. І хто не посміється над твоїм нерозумінням? Краще тобі покоритися жінці цій, стати вільним і володарем усіх будинків її. Блаженний же Мойсей відповів їм: — Істинно, братіє і добрі друзі мої, ви добре мені радите. Розумію так, що пропонуєте мені слова, найлютіші з нашептаних змієм Єві в раю: ви які спонукаєте мене скоритися цій жінці, але ні в якому разі я не прийму вашої поради; якщо мені станеться і померти в цих кайданах і тяжких муках, то я очікую за це від Бога різноманітної милості, і якщо багато праведників врятувалося з дружинами, я грішний один не можу врятуватися з дружиною. Так, якби і Йосип послухався спочатку дружину Пентефрію, то після, коли взяв собі дружину, не панував чоловік би в Єгипті. Бачачи ж його колишнє терпіння, Бог дарував йому єгипетське царство; тому він був прославлений з роду в рід, як цнотливий, хоча і нажив дітей. А я не бажаю єгипетського царства і ще менш панувати і високо стоять в землі ляхів і користуватися честю в далекій усій російській землі, але все це знехтував заради небесного царства. Тому то, якщо я вийду живим з рук цієї жінки, то ніякий інший дружини шукати не буду, але (якщо Богу завгодно буде) зроблюся чорноризцем. Що сказав Христос в Євангелії: «Всякий, хто покинув дім, або братів, або сестер, або батька, або матір, або дружину, чи дітей, чи землі, заради імені Мого, отримає в сто разів і успадкує вічне життя» (Мф. 19:29). Христа чи більше послухати, чи вас? Апостол ще каже: «Неодружений піклується про Господа, як догодити Господу, а одружений про речі життєві клопочеться, як догодити своїй дружині» (1Кор.7: 32-33). Тож питаю вас: для кого треба більше працювати — для Господа, або для дружини? Знаю також, що Апостол пише і наступне: «Раби, слухайте панів» (Ефес.6: 5), але на благо, а не на зло. Отже вам, що тримаєте мене, нехай буде відомо, що ніколи не спокусить мене жіноча краса, ні тим більше віддалить мене від любові до Христа.
Почувши це, жінка та прийняла інший хитрий намір в своєму серці. Вона наказала посадити блаженного на коня в супроводі багатьох слуг водити по своїх містах і селах, додаючи: — Все це твоє, — якщо тобі подобається; ти зробиш усе, чого тільки хочеш. Казала ж вона і сама людям: — Це ваш пан, а мій чоловік; всякий, хто зустрінеться йому, нехай кланяється. Він посміявся над нерозумністю жінки тієї і сказав їй: — Даремно трудишся! адже, ти не можеш ні спокусити мене тлінними предметами цього світу, ні позбавити мене мого нетлінного багатства; зрозумій це і не трудися марно. Тоді жінка в люті відповіла йому: — Не знаєш хіба, що ти проданий мені, і хто може звільнити тебе з моїх рук? ні за що не випущу тебе живим, але після багатьох мук віддам тебе смерті. Блаженний же сміливо сказав їй: — Не побоюся ніяких страждань, тому що Господь зі мною; Йому з цієї хвилини (по волі Його) бажаю служити в чернечому житті. І в той час, керований Богом, прийшов до блаженного Мойсея один чорноризець зі святої гори, по сану ієрей, і постриг його у святий ангельський чернечий образ. Він багато навчав його (Мойсея) чистоті духовній, щоб не зраджувати своїх плечей ворогові і не боятися тієї нечистої жінки, і з тим пішов. Шукали цього чорноризця всюди і не знайшли. Тоді пані, зневірившись у своїх сподіваннях, піддала тяжким побоям преподобного ченця Мойсея: наказала, простягнувши, бити його палицями, так що земля просякла кров'ю. Піддавали Мойсея побоям переконували його: — Підкорися своїй пані, виконай її волю; якщо ослухаєшся, то на частини роздрібнити твоє тіло; Не думай, що уникнеш цих мук, але, після багатьох катувань, ще в гірше зрадиш дух свій; зглянься над самим собою; відкинь ці чернечі лахміття і одягнися в дорогий боярський одяг і позбудешся загрозливих тобі тортур. Мужній Мойсей відповідав на це: — Брати! робіть, що вам наказано, без всякого уповільнення: я ж ні в якому разі не можу зректися чернецтва і любові до Бога, і ніяке катування ні вогнем, ні мечем, ні нанесенням ран не може змусити мене відмовитися від Бога і від великого ангельського образу. А цієї, що втратила сором і з затьмареним розумом, жінці, всіляко зневажила не тільки страх перед Богом, а й сором перед людьми, безсоромно примушує мене до осквернення тіла і перелюбства, — ніколи не підкорюся і не виконаю її окаянного наказу.
Багато думала ця жінка про те, як би помститися за свій сором, нарешті написала Болеславу наступне послання: — Сам знаєш, що чоловік мій був убитий на війні, проведеної тобою, а ти дозволив мені взяти собі за чоловіка, кого тільки захочу. Я полюбила одного з твоїх бранців, юнака красивого, і, викупивши, привела його в свій будинок, заплативши за нього багато золота, і все золото і срібло в моєму будинку і всю владу віддала йому, тільки б він захотів стати моїм чоловіком. Він же все це поставив ні в що. Багато разів голодом і побоями катувала я його, але абсолютно нічого не досягла. Мало йому того, що п'ять років був у кайданах у колишнього власника, тепер ось шостий рік пробув у мене і багато був мучений мною за його непослух: все це він сам накликав на себе своєю жорстокосердістю; тепер же він і пострижений чорноризцем: То що ти накажеш зробити мені з ним?
Болеслав наказав жінці тій приїхати до себе і привести Мойсея. Це було виконано згідно з його наказом. Побачивши преподобного, він довго просив його взяти її в дружини, але не переконав. Наостанок же сказав йому: — Чи знайдеться інша, настільки байдужа людина, як ти, — ти втрачаєш багато благ і честі, і віддасися важким мукам?! Від цього дня знай, що життя і смерть твоя в твоїх руках: або, виконавши волю твоєї пані, будеш шанований від нас і матимеш велику владу, або, в разі непослуху, приймеш люту смерть, після багатьох мук. Князь звернувся також і до жінки з такими словами: — Нехай не буде куплений тобою бранець вільний ні в якому разі, але, як пані, робити з твоїм рабом за своїм бажанням; щоб і інші не наважувалися ослухатися своїх панів.
Преподобний же отець наш Мойсей відповідав йому на це: — Яка користь людині, (говорить Господь), що здобуде весь світ, а душу свою занапастить? Або що дасть людина взамін за душу свою? (Мф.16: 26) А ти — як обіцяєш мені шану і славу, яких скоро і сам втратиш, і труна тебе прийме вже нічого не маючого? Точно також і ця нечиста жінка жорстоко буде вбита. Все це і трапилося з передрікання майбутнього преподобного. Але перш цього жінка та, отримавши над ним остаточну владу, ще більш безсоромним чином приваблювала його до гріха, так, вона наказала насильно покласти Мойсея на своє ліжко, де цілувала і обіймала його; але не могла і цим привернути його до того, щоб він виконав її бажання. Бо преподобний говорив їй: — марний труд твій, жінка: не думай, що я не творю цього гріха, як якийсь божевільний, або тому, що не можу, я тільки заради страху Божого гребую тебе, нечистої. Почувши це, жінка наказала давати йому щодня по сто ран; наостанок вона наказала оскопити його. Преподобний Мойсей лежав, як мертвий, від втрати крові ледь зберігаючи слабкі ознаки життя. Болеслав не перешкоджаючи цьому, підняв до того ж велике гоніння на ченців і всіх їх вигнав зі своєї області, бажаючи догодити пані Мойсея, як жінці знатної і його улюбленої.
Бог же незабаром послав помсту за Своїх рабів. Бо в одну ніч Болеслав раптово помер і піднявся великий заколот у всій польській землі. Тому що, повстали, люди побили єпископів і бояр своїх, в числі яких вбита була і та, яка втратила сором жінка. Про це гнів Божий, що трапився по вигнанні за постриг преподобного Мойсея ченців, нагадувала, багато років по тому, великому князю київському Ізяславу княгиня його, за походженням Ляхиня, дочка Болеслава, з умовлянням просячи його, щоб не видаляв з області своєї преподобного Антонія і його братію за постриг блаженного Варлаама і євнуха Єфрема. Але будемо говорити про сьогодення. Преподобний отець наш Мойсей, отримавши мале полегшення, прийшов до печери до преподобного Антонія, маючи на собі знаки мучеництва, як хоробрий воїн Христовий: і жив по-Божому, борючись в молитві, пості, пильнуванні і у всіх чернечих чеснотах, якими і переміг всі підступи нечистого ворога до кінця.
За численні перемоги над нечистими блудними пристрастями, що повставали на цього преподобного, Господь дарував йому силу перемагати ті ж пристрасті, що повстають і на інших. — Так, один із братів, будучи побореним пристрастю блудного, прийшовши, благав цього преподобного, щоб він допоміг йому: — А я, — сказав, — якщо що мені накажеш, обіцяю втримуватися до самої смерті. Преподобний повелів йому: — Ніколи за все твоє життя не говори жодного слова жінці. Той дав обіцянку від щирого серця. Тоді святий, наслідуючи першому Мойсеєві, творити жезлом чудеса, доторкнувся жезлом своїм до лона братньою тіла, так як без жезла, внаслідок болів від раніше прийнятих ран, не міг ходити сам по собі; і негайно померли (втратили силу) всі нечисті пристрасті того брата, і з того часу не було більше йому спокуси.
Так живучи провів цей добрий воїн Христовий, в стражданні і своєму богоугодну подвигу, шістнадцять років: невинно був мучений п'ять років в кайданах у тримаючого його в полоні, показуючи, як Іов, подяки до Бога терпіння; шостий рік мужньо постраждав більше, ніж Йосип, за цнотливість; потім десятирічним рівноангельским мовчанням в печері, переданим від святої Афонської гори, засяяв перш інших, як той перший Мойсей «десяточисельним» законом, по ангельському облаштування, переданим йому від святої Синайській гори. Потім і наш преподобний Мойсей сподобився, по істині, бути Боговідцем: він виявився гідним блаженства чистих серцем, і щоб бачити Бога лицем до лиця переселився місяця липня, двадцять шостого дня, коли ще був живий преподобний Антоній, в печерах якого і донині спочивають нетлінно, чудотворні мощі цього святого мужа не зіпсутої чистоти. Своїми мощами святої Мойсей перемагає і по смерті нечисті пристрасті, як заповідав святий багатостраждальний Іоанн. Бо він, сховавшись в печері і вриваючись себе до поясу навпроти мощей преподобного Мойсея, довго страждав, перемагаючи в собі тілесну пристрасть, і наостанок почув голос Господній: — Так помолиться покійнику, що знаходиться проти нього, семи преподобному Мойсею Угрину! Коли багатостраждальний виконав це, негайно був позбавлений від нечистої брані. Також і іншого брата, який страждав від тієї ж гидоти, позбавив той же святий Іоанн, коли одну кістку від мощей преподобного Мойсея дав одержимому пристрастю, щоб він приклав до свого тіла, як про те розказано в житії преподобного Іоанна Багатостраждального. І нам, позбутися від усякої скверни, нехай буде преподобний Мойсей вождем, що направляють по шляху порятунку молитвами своїми; та поклонімося з ним в Троїці поклоняємому Богу, Йому ж слава нині і повсякчас, і на віки віків. Амінь.
За житіям Димитрія Ростовського
Джерело